# Ville de Clarence
Pour les articles homonymes, voir Clarence.
La Ville de Clarence (City of Clarence) est une zone d'administration locale de type city sur la côte est de la Tasmanie en Australie. Elle est située sur la rive est du fleuve Derwent,  en face de Hobart et Glenorchy.